# John Rand
John Rand (ur. 19 listopada 1871 w New Haven, zm. 25 stycznia 1940) – amerykański aktor i reżyser filmowy.

## Filmografia
- 1915: Charlie w Music-Hallu
- 1915: Charlie w banku
- 1916: Charlie kierownikiem działu
- 1916: Charlie włóczęga
- 1916: Lichwiarz
- 1917: Spokojna ulica
- 1917: Charlie na kuracji
- 1931: Światła wielkiego miasta
- 1936: Dzisiejsze czasy